# Donald Wilson
Donald Wilson (nascido em 16 de março de 1944) é um ex-ciclista australiano. Ele representou a Austrália nos Jogos Olímpicos de Verão de 1968, competindo na prova de estrada individual e no contrarrelógio por equipes de 100 km.